# Nanette Schutte
Nanette Schutte (Amsterdam, 6 april 1962) is een voormalig tennisspeelster uit Nederland. Schutte was actief in het proftennis van 1980 tot en met 1988. Zij was Nederlands kampioen in 1983.

## Loopbaan
Schutte debuteerde in mei 1980, als lid van het Nederlandse Fed Cup-team in Berlijn – zij won alle drie partijen die zij daar speelde. De week erna speelde zij haar eerste grandslamtoernooi, op Roland Garros, waar zij met succes het kwalificatietoernooi doorliep, waarop zij in de hoofdtabel de tweede ronde bereikte. Later dat jaar kwalificeerde zij zich ook voor het US Open (waar zij een bye voor de eerste ronde kreeg). In november werd zij rechtstreeks toegelaten tot de hoofdtabel van het Australian Open, waar zij de tweede ronde bereikte. Bij haar dubbelspeldebuut op het US Open 1980 bereikte zij de derde ronde, samen met landgenote Marcella Mesker.
Schutte won één WTA-titel, op het dubbelspeltoernooi van het WTA-toernooi van Kioto in oktober 1981, samen met landgenote Marianne van der Torre.
Haar hoogste notering op de WTA-ranglijst is de 153e plaats in het dubbelspel, die zij bereikte in februari 1987.

### Tennis in teamverband
In de periode 1980–1986 maakte Schutte deel uit van het Nederlands Fed Cup-team – zij behaalde daar een winst/verlies-balans van 5–3.

### Na de actieve loopbaan
Schutte heeft een Franse partner, Patrice Leclerc, en geeft les aan een tennisschool in Zuid-Frankrijk bij de Mouratoglou Tennis Academy in Biot.

## Posities op deWTA-ranglijst
Positie per einde seizoen:
| jaar | rang enkelspel | rang dubbelspel |
| ---- | -------------- | --------------- |
| 1984 | 294            | –               |
| 1985 | 228            | 181             |
| 1986 | 197            | 154             |
| 1987 | 355            | 307             |
| 1988 | 682            | –               |

## Palmares

### WTA-finaleplaatsen enkelspel
geen

### WTA-finaleplaatsen vrouwendubbelspel
| nr.              | finale     | toernooi  | ondergrond | partner                | tegenstandsters                | score    |
| ---------------- | ---------- | --------- | ---------- | ---------------------- | ------------------------------ | -------- |
| gewonnen finales |            |           |            |                        |                                |          |
| geen             |            |           |            |                        |                                |          |
| verloren finales |            |           |            |                        |                                |          |
| 1.               | 1981-10-18 | WTA Kioto | hardcourt  | Marianne van der Torre | Elizabeth Sayers Kim Steinmetz | 6-2, 6-4 |

### Gewonnen ITF-toernooien enkelspel
| nr. | finale     | toernooi  | dotatie | ondergrond | tegenstandster in finale | score    |
| --- | ---------- | --------- | ------- | ---------- | ------------------------ | -------- |
| 1.  | 1985-08-11 | Kitzbühel | $10.000 | gravel     | Sabine Hack              | 6-4, 6-1 |
| 2.  | 1985-11-03 | Ibaraki   | $10.000 | hardcourt  | Marianne van der Torre   | 7-6, 6-1 |
| 3.  | 1985-11-17 | Matsuyama | $10.000 | hardcourt  | Kumiko Okamoto           | 6-4, 6-1 |

### Gewonnen ITF-toernooien dubbelspel
| nr. | finale     | toernooi  | dotatie | ondergrond | partner                | tegenstandsters in finale     | score         |
| --- | ---------- | --------- | ------- | ---------- | ---------------------- | ----------------------------- | ------------- |
| 1.  | 1985-10-27 | Saga      | $10.000 | hardcourt  | Marianne van der Torre | Li Xinyi Zhong Ni             | 6-2, 6-4      |
| 2.  | 1985-11-03 | Fukuoka   | $10.000 | hardcourt  | Marianne van der Torre | Ei Iida Naoko Satō            | 6-3, 7-5      |
| 3.  | 1985-11-17 | Matsuyama | $10.000 | hardcourt  | Marianne van der Torre | Ei Iida Zhong Ni              | 6-2, 6-1      |
| 4.  | 1985-12-01 | Kioto     | $10.000 | hardcourt  | Marianne van der Torre | Ei Iida Zhong Ni              | 6-4, 6-2      |
| 5.  | 1986-04-06 | Bari      | $10.000 | gravel     | Marianne van der Torre | Belinda Borneo Wiltrud Probst | 4-6, 7-6, 6-3 |

## Resultaten grandslamtoernooien
| Legenda | Legenda                          |
| ------- | -------------------------------- |
| g.t.    | geen toernooi gehouden           |
| l.c.    | lagere categorie                 |
| –       | niet deelgenomen                 |
| G       | uitgeschakeld in de groepsfase   |
| 1R      | uitgeschakeld in de eerste ronde |
| 2R      | uitgeschakeld in de tweede ronde |
| 3R      | uitgeschakeld in de derde ronde  |
| 4R      | uitgeschakeld in de vierde ronde |
| KF      | uitgeschakeld in de kwartfinale  |
| HF      | uitgeschakeld in de halve finale |
| F       | de finale verloren               |
| W       | het toernooi gewonnen            |
| w-v     | winst/verlies-balans             |

- In 1980 en 1981 vond het Australian Open aan het eind van het jaar plaats.

### Enkelspel
| toernooi        | 1980 | 1981 |
| --------------- | ---- | ---- |
| Roland Garros   | 2R   | 2R   |
| Wimbledon       | –    | –    |
| US Open         | 2R   | –    |
| Australian Open | 2R   | –    |

### Vrouwendubbelspel
| toernooi        | 1980 | 1981 |      | 1986 | 1987 |
| --------------- | ---- | ---- | ---- | ---- | ---- |
| Australian Open |      |      | g.t. | –    |      |
| Roland Garros   | –    | –    | 1R   | 1R   |      |
| Wimbledon       | –    | 2R   | –    | –    |      |
| US Open         | 3R   | 1R   | –    | –    |      |
| Australian Open | 1R   | –    | g.t. |      |      |